# Banco Nacional da Bélgica
O banco nacional da Bélgica (Belgische Nationalbank (Alemão),Banque Nationale de Belgique (francês),Nationale Bank van België (Holandês) ) é o banco central da Bélgica,que tem como função controlar a politica monetária da Bélgica.
Suas principais funções são:
- Emitir notas e moedas de euro
- Colocar em circulação as notas e moedas
- Gestão das reservas em moedas estrangeira